# Río Uchiza
Der Río Uchiza ist ein 25 km (mit Quellflüssen 45 km) langer rechter Nebenfluss des Río Huallaga in der Provinz Tocache in der Region San Martín in Zentral-Peru.

## Flusslauf
Der Río Uchiza entsteht am Zusammenfluss zweier Quellflüsse im Osten des Distrikts Nuevo Progreso auf einer Höhe von etwa 670 m. Der nördliche Quellfluss  besitzt eine Länge von 20 km und entspringt auf einer Höhe von 2100 m an der Wasserscheide zum weiter östlich gelegenen Einzugsgebiet des Río Pucayacu. Der südliche Quellfluss  entspringt auf einer Höhe von 1000 m nahe der Wasserscheide zum Río Aspuzana und ist 12 km lang. Der Río Uchiza fließt in nordwestlicher Richtung durch eine Hügellandschaft und erreicht schon bald eine Beckenlandschaft am Ostrand des breiten Huallaga-Tals. 8 km oberhalb der Mündung trifft der Río Pacota von rechts auf den Río Uchiza. Dieser wendet sich im Anschluss nach Westen, passiert bei Flusskilometer 6 die am linken Flussufer gelegene Ortschaft Río Uchiza und mündet wenig später knapp 4 km nordnordwestlich des Distriktverwaltungszentrums Nuevo Progreso auf einer Höhe von etwa 497 m in den Río Huallaga.

## Einzugsgebiet
Das Einzugsgebiet des Río Uchiza umfasst eine Fläche von 434 km². Es erstreckt sich über die nördliche Hälfte des Distrikts Nuevo Progreso. Das Einzugsgebiet grenzt im Südwesten an das des oberstrom gelegenen Río Huallaga, im Südosten das des Río Aspuzana, im Nordosten an die Einzugsgebiete von Río Pucayacu und Río Chupichotal sowie im Norden an das des Río Huaynabe.

## Hydrologie
In dem Gebiet kommt es immer wieder zu Starkregenereignissen. Insbesondere der Río Pacota führt dann Hochwasser, wie am 27. Februar 2020, als er die Ortschaft Las Palmeras überschwemmte.

## Fauna
In dem Flusssystem kommt offenbar der Marmor-Gebirgsharnischwels (Chaetostoma changae) aus der Gattung der Gebirgsbachharnischwelse vor.